# Монголска флека
Монголска флека, монголска пега, Монголоидна мрља или монголска плава флека је бенигни урођени поремећај таксена. Јавља се на кожи и неправилног је облика. Јављајући се најчешће међу популацијом која живи у пределима између источне Азије и Турске, овај кожни поремећај је добио име по Монголима. Такође је изузетно распрострањен у источној Африци и међу америчким Индијанцима.. Флека најчешће нестаје природним путем после треће до пете године после рођења, а готово сигурно у пубертету.. Боја ове флеке је плава, мада може бити и плаво-сива и плаво-црна, па чак и тамносмеђа.

## Настанак
Монголска флека је урођени поремећај. Плава боја флеке је узрокована меланоцитима, меланином који се налази у ћелији дубоко испод коже. Обично се јављају у облику вишеструких тачака или као велика флека. Монголска флека захвата обично површину коже на доњем делу леђа, стражњици, бок и рамена. Флека је резултат незавршене миграције меланоцита коже са нервних завршетака у епидермис коже, током ембрионалног развоја.
Ова појава је независна од пола и једнако је распрострањена међу мушким и женским полом. Такође појава ових флека нема никаквих физичких здравствених ефеката
Они који добро не познају монголске флеке, понекад их мешају и са обичним модрицама.

## Распрострањеност
Монголска флека је највише распрострањена међу Монголима, турским народима, а и другим азијским групама као што су Кинези, Јапанци, а посебно је изражено код Корејанаца. Готово све источноазијска новорођенчад се роди са једном или више монголских флека. Ово је исто заједничко и онда ако је само једно од родитеља припадник источноазијских народа. Распрострањеност монголске плаве флеке међу новорођенчади народа источне Африке је у стопи између 90-95% и 85-90% код америчких Индијанаца
Појава монголске плаве флеке међу Кавкажанима, то јест, аутохтоним народима Европе, блиског истока, северне Африке и индијског потконтинента (Пакистана, северна Индија) је између 1 и 10%. Међутим ова појава је учесталија код Европљана који су имали велику интеракцију са хунским културама, нарочито Мађарима, код којих се монголска флека јавља код 22,6% популације.
У земљама Америке, међу домороцима, монголска флека се јавља код 50-70% људи, што је вероватно резултат мешања домородаца са Европљанима